# Patch plantaire de détoxication
Un patch plantaire de détoxication est un timbre transdermique adhésif à placer sur la voûte plantaire dont les fabricants prétendent qu'ils absorbent les toxines du corps durant le sommeil. Ces patchs se rattachent aux pratiques de la médecine non conventionnelle.

## Composition
Parmi les ingrédients fréquemment cités on rencontre le vinaigre de chêne, le vinaigre de bambou, la tourmaline, du houttuynia cordata (la « plante caméléon »), de l'eucalyptus, du chitosane, d'un champignon agaric (genre du « champignon de Paris »), du saurus chinensis (plante appelée vulgairement la « queue de lézard chinoise »).

## Description
L'entreprise japonaise Kenrico qui en fabrique déclare que les patchs ont un effet positif sur la santé de ses utilisateurs et qu'ils sont capables de retirer les métaux lourds du corps humain.

### Controverses
Des membres de l'association de consommateurs Quackwatch (en) ont souligné que les patchs de Kenrico ne peuvent agir de la sorte car la peau n'est pas semi-perméable et ne peut conduire des substances hors du corps.